# Erixon Danso
Erixon Danso (Amsterdam, 22 luglio 1989) è un ex calciatore olandese, di ruolo centrocampista o attaccante.

## Carriera

### Club
Ha giocato nella prima divisione del campionato olandese con l'Utrecht dal 2008 al 2011, giocando anche 2 partite in UEFA Europa League.
Dal 2011 al 2013 gioca nella terza serie spagnola prima con l'Orihuela e poi con la squadra riserve del Valencia.
Nel 2013 torna in Olanda, trasferendosi al Dordrecht con cui ottenne la promozione in Eredivisie al termine della stagione 2013-2014.
Il 7 febbraio 2017 firma ufficialmente per il Jerv, compagine norvegese militante in 1. divisjon: sceglie la maglia numero 10.
Il 23 dicembre 2017 ha firmato un accordo annuale con il Sandnes Ulf, valido a partire dal 1º gennaio 2018.
Il 27 gennaio 2019 si è accordato con l'Egersund.

### Nazionale
Tra il 2015 ed il 2018 ha segnato in totale 2 reti in 6 presenze con la maglia della nazionale di Aruba.